# Thomas Ebdon
Thomas Ebdon fou un compositor anglès del segle xviii. Ensenyà música a Durham i publicà dues sonates per a clavecí, una col·lecció de Glees i Sacred Music, containing complete services for cathedrals (1790).